# Chanteuges
Chanteuges település Franciaországban, Haute-Loire megyében. Lakosainak száma 408 fő (2022. január 1.). Chanteuges Langeac, Pébrac, Saint-Arcons-d’Allier és Saint-Julien-des-Chazes községekkel határos.

## Népesség
A település népességének változása:
| Lakosok száma | 454  | 348  | 376  | 411  | 458  | 455  | 441  | 428  | 419  | 408  |
|               | 1968 | 1982 | 1990 | 2006 | 2013 | 2015 | 2017 | 2019 | 2020 | 2022 |